# Mark Webster
Mark Webster (* 12. August 1983 in St Asaph, Denbighshire) ist ein ehemaliger walisischer Dartspieler. Sein Spitzname war Spider und seine Einlaufmusik war The Bartender And The Thief von den Stereophonics.

## Karriere

### BDO: 2007 bis 2009
Durch einen Sponsorenvertrag mit Winmau konnte er 2007 seine Profikarriere bei der BDO beginnen. Der damals 24-jährige Mark Webster galt als eines der größten Talente innerhalb der BDO. Er unterstrich dies bereits früh durch Siege beim WDF Europe Cup. Seinen Durchbruch schaffte er im Jahr 2008. Im Januar dieses Jahres wurde er Weltmeister der BDO gegen den Australier Simon Whitlock mit einem 7:5-Sieg.

### PDC: 2009 bis heute

#### 2009–2010 (Anfänge in der PDC)
Im Februar 2009 wechselte er zum Konkurrenzverband PDC. Anfangs hatte Webster starke Probleme auf sich aufmerksam zu machen. Mit der PDC-Weltmeisterschaft 2010 sollte sich dies ändern, indem er das Halbfinale erreichte, welches er gegen Phil Taylor mit 6:0 verlor. Im Spiel um Platz 3 konnte sich Webster mit 10:8 in Legs gegen Raymond van Barneveld durchsetzen. Ein weiterer Achtungserfolg gelang ihm beim World Cup of Darts 2010, als er zusammen mit Barrie Bates das Endspiel erreichte, dort aber gegen die Niederlande mit 2:4 unterlag.

#### 2011 (Sprung in die Top 10 der Welt)
Das Jahr begann für Webster sehr gut, denn bei der PDC World Darts Championship 2011 bezwang er Taylor im Viertelfinale überraschend mit 5:2. Das Halbfinale verlor er mit 6:4 gegen Adrian Lewis, welcher auch später die Weltmeisterschaft verbuchen konnte. Webster schaffte dadurch den Sprung in die Top 16 der PDC Order of Merit und erhielt daraufhin eine Einladung zur Premier League Darts 2011. Er beendete die Premier League allerdings auf dem letzten Platz.
Bei den UK Open 2011 erreichte er nach Siegen über u. a. Co Stompé und Robert Thornton, das Halbfinale. Er traf dort auf James Wade und führte bereits mit 9:7, doch Wade drehte die Partie und zog mit einem 10:9-Sieg ins Finale ein.
Das Jahr verlief für ihn immer besser, sowohl beim World Matchplay 2011 als auch beim World Grand Prix 2011 schaffte Webster es bis ins Viertelfinale. Im November 2011 fanden dann die Players Championship Finals statt, die als Generalprobe zur Weltmeisterschaft gelten. Nach Siegen über Steve Beaton, Justin Pipe, Dave Chisnall und Wes Newton, erreichte Webster sein erstes PDC Major-Finale. Dieses verlor er allerdings gegen Kevin Painter mit 13:9.
Danach wurde Webster auf Platz 6 der PDC Order of Merit geführt und ging als Geheimfavorit in die PDC-Weltmeisterschaft 2012.

#### 2012–2014 (Die Krisenzeit)
Webster traf bei der Weltmeisterschaft 2012 in der 1. Runde auf seinen walisischen Landsmann, Richie Burnett. Die Partie war relativ schwach und Webster verlor überraschend mit 3:2.
Es folgte ein mäßiges Jahr 2012. Sein bestes Major-Resultat war der Einzug ins Achtelfinale des World Matchplay 2012. Zudem erhielt er keine Einladung mehr zur Premier League Darts.
Es folgte die Weltmeisterschaft 2013. Webster ging an Platz 10 gesetzt ins Turnier und gewann sein Erstrundenmatch souverän mit 3:1 gegen Ian White. Danach folgte eine enttäuschende 4:2-Niederlage gegen Colin Lloyd.
2013 markierte für Webster einen sportlichen Tiefpunkt. Ihm gelangen keine nennenswerte Erfolge mehr und somit fiel er von Rang 10 auf Rang 26 in der PDC Order of Merit.
Bei der PDC-Weltmeisterschaft 2014 wurde ein frühes Ausscheiden von Webster erwartet, doch er fand überraschend seine Form aus den Jahren 2010 und 2011 wieder. Nach Siegen über Mensur Suljović, John Henderson und Raymond van Barneveld stand Webster überraschend im Viertelfinale. Dort lieferte er eine gute Leistung, aber schied gegen den späteren Sieger, Michael van Gerwen, mit 5:3 aus. Das gute Resultat bewahrte Webster davor, aus den Top 32 der Weltrangliste zu fallen.
2014 sollte dennoch wieder ein schwaches Jahr werden. Bei den UK Open 2014 erreichte er das Achtelfinale, unterlag aber chancenlos Michael van Gerwen mit 9:4. Es war seine einzige Teilnahme an einem Major-Turnier im gesamten Jahr 2014.
Danach ging er an Rang 31 geführt in die PDC-Weltmeisterschaft 2015. In der 1. Runde bezwang er Ron Meulenkamp (3:1), aber verlor seine Zweitrundenpartie mit 4:0 gegen Phil Taylor.

#### 2015–2016 (Wiederkehrende Erfolge)
Webster erlebte 2015 privates Glück, als er zum ersten Mal Vater wurde; er und seine Frau bekamen eine Tochter namens Ella. Webster sagte selbst, dass dieses Glück ihm helfe, seine alte Form wiederzufinden, nachdem er innerhalb von 18 Monaten von Rang 6 auf Rang 31 in der Weltrangliste fiel.
Beim ersten UK Open Qualifier des Jahres erreichte Webster erstmals seit drei Jahren wieder ein Halbfinale. Er schlug dort u. a. Michael van Gerwen mit 6:5. Er schaffte dadurch die Qualifikation zu den UK Open 2015, schied dort allerdings bereits in Runde 3 gegen William O’Connor aus.
Websters schlechte Leistungen in den letzten Jahren führten erneut dazu, dass er das World Matchplay verpasste. Allerdings gelang ihm die Qualifikation für den World Grand Prix 2015. Er ging als absoluter Außenseiter an den Start, aber gewann überraschend die Runde 1 gegen Stephen Bunting (2:1). Danach folgten weitere Siege über Adrian Lewis (3:0) und Jelle Klaasen (3:2). Somit stand er das erste Mal seit 2011 wieder in einem Major-Halbfinale. Dort unterlag er schließlich Michael van Gerwen deutlich mit 4:1. Webster widmete diesen Erfolg seiner Tochter Ella.
Danach folgte der Grand Slam of Darts 2015, wo er die Gruppenphase überstand und somit ins Achtelfinale einzog. Er zeigte dort eine überragende Leistung. Mit einer Doppelquote von über 70 % schlug er den amtierenden Weltmeister, Gary Anderson, souverän mit 10:6. Im Viertelfinale unterlag er Raymond van Barneveld mit 16:12. Danach gewann er ein Qualifikationsturnier für die World Series of Darts Finals, die 2015 zum ersten Mal ausgetragen wurden. Webster spielte in der 1. Runde gegen Michael Smith und gewann mit 6:4. Im Achtelfinale scheiterte er wieder deutlich mit 6:1 an Raymond van Barneveld.
Seine guten Leistungen im Jahr 2015 brachten ihn zurück bis auf Rang 22 der Weltrangliste. Bei der PDC-Weltmeisterschaft 2016 traf er in der 1. Runde auf Mick McGowan, den er deutlich mit 3:0 schlug. Am 28. Dezember 2015 traf er in der 2. Runde auf Terry Jenkins. Diesen bezwang er deutlich mit 4:0, ehe er nach einer 1:4-Niederlage gegen Alan Norris im Achtelfinale die Segel streichen musste. Im März erreichte Webster das Viertelfinale der UK Open, wo nach einer 3:10-Niederlage gegen Phil Taylor Endstation war.

#### 2017–heute (Verlust der Tour Card und Karriere als TV-Experte)
Im Juni 2017 erreichte er zusammen mit Gerwyn Price das Finale des World Cup of Darts, verlor dieses jedoch mit 1:3 gegen die Niederlande. Die Erstrundenniederlage bei der PDC-Weltmeisterschaft 2018 gegen Paul Lim markierte den Anfang vom Ende von Websters Karriere als Profi-Dartspieler. Er konnte sich in der Saison 2018 zwar noch für den Grand Slam of Darts qualifizieren, verlor dabei aber alle drei Gruppenspiele. Auch bei den Players Championship Finals verlor Webster seine Erstrundenpartie gegen Jonny Clayton mit 3:6. Nachdem er die Qualifikation für die PDC-Weltmeisterschaften 2019 und 2020 jeweils verpasst hatte, fiel Webster aus den Top 64 der Weltrangliste, was gleichbedeutend mit dem Verlust der Tour Card war. Daraufhin gab er bekannt, dass er nicht an der Qualifying School 2020 teilnehmen werde. Webster arbeitet seither verstärkt als TV-Experte für Sky Sports und ITV4, über eventuelle Comeback-Pläne ist derzeit nichts bekannt.

## Weltmeisterschaftsresultate

### BDO
- 2007: 1. Runde (0:3-Niederlage gegen  Tony Eccles)
- 2008: Sieger (7:5-Sieg gegen  Simon Whitlock)
- 2009: 2. Runde (0:4-Niederlage gegen  John Walton)

### PDC
- 2010: 3. Platz (0:6-Niederlage gegen  Phil Taylor)
- 2011: Halbfinale (4:6-Niederlage gegen  Adrian Lewis)
- 2012: 1. Runde (2:3-Niederlage gegen  Richie Burnett)
- 2013: 2. Runde (2:4-Niederlage gegen  Colin Lloyd)
- 2014: Viertelfinale (3:5-Niederlage gegen  Michael van Gerwen)
- 2015: 2. Runde (0:4-Niederlage gegen  Phil Taylor)
- 2016: Achtelfinale (1:4-Niederlage gegen  Alan Norris)
- 2017: Achtelfinale (3:4-Niederlage gegen  Daryl Gurney)
- 2018: 1. Runde (2:3-Niederlage gegen  Paul Lim)

## Titel

### BDO
- Majors
  - BDO World Darts Championship: (1) 2008
- Weitere
  - 2006: Northern Ireland Open
  - 2007: Welsh Open, Canadian Open, Welsh Classic

### PDC
- Pro Tour
  - Players Championships
    - Players Championships 2010: 32

### Andere
- 2011: Portland Open